# Шукран Салих ибн Ади
Шукра́н Са́лих ибн ‘Ади́ (араб. شقران صالح بن عدي‎) — вольноотпущенник и сподвижник пророка Мухаммеда. Был свидетелем битвы при Бадре и был среди тех, кто присутствовал на омовении и похоронах пророка Мухаммеда после его смерти. Известен под прозвищем Шукран, а не по имени Салих ибн Ади.

## Биография
Шукран был абиссинским рабом. Неизвестно, когда и как он попал на Аравийский полуостров из Абиссинии (Эфиопии). Существуют разногласия по поводу того, как он получил свободу. Согласно одному сообщению, Шукран был унаследован от отца Мухаммада, Абдуллаха, а согласно другому сообщению, он был подарен Пророку Абдуррахманом ибн Ауфом. Согласно третьему сообщению, которому отдают предпочтение ранние источники, Пророк купил его у Абдуррахмана ибн Ауфа и через некоторое время освободил.
Шакран был свидетелем битвы при Бадре, когда он был рабом, принадлежавшим Абдуррахману ибн Ауфу. Пророк Мухаммад использовал его для охраны пленённых мекканских многобожников. Хотя ему не дали долю военных трофеев, потому что он всё ещё был рабом, он получил больше, чем кто-либо другой, благодаря помощи мусульман. В аль-Мурайсие пророк Мухаммед поручил ему охранять военную добычу.
Шакран был освобождён после битвы при Бадре. Освободившись, он присоединился к «людям Суффы».
Он был среди тех, кто присутствовал на омовении Пророка после его смерти и среди тех, кто спустился в его могилу вместе с аль-Аббасом ибн Абд аль-Мутталибом, аль-Фадлем ибн аль-Аббасом и Аусом ибн Хули. Он положил под тело Мухаммеда кусок бархатной ткани, которую он носил как одежду.
После смерти Пророка Шакран жил в Медине. Сообщается также, что он переехал в Басру и поселился там. Последний ребёнок Шукрана умер в Медине во времена правления Харуна ар-Рашида.
Хотя существует спор относительно даты смерти Шукрана. Некоторое время он служил сборщиком закята, и, вероятно, он умер в конце правления халифа Умара или в первые годы правления халифа Усмана. Умар описал Шукрана, который вёл добродетельную жизнь, как праведника, и когда он отправлял сына Шукрана Абдуррахмана к Абу Мусе аль-Ашари в Ирак, он сообщил ему, что праведник послал к нему своего сына, и попросил его хорошо обращаться с ним ради его отца.
Ахмад ибн Ханбаль передал от него хадис в Муснаде. От Шукрана передали хадисы: Убайдуллах ибн Абу Рафи, Абу Джафар Мухаммад аль-Бакир, Яхья ибн Умар аль-Музани.